# I'm Not Jesus
I'm Not Jesus es una canción de Ramones de su álbum Halfway to Sanity de 1987. La canción fue compuesta por el baterista Richie Ramone, quién ingreso a la banda en 1983. La canción fue interpretada de una forma más pesada por la banda de Death Metal polaca Behemoth.